# Championnat d'Europe masculin de water-polo 1934
Navigation
Paris 1931 Londres 1938
Le Championnat d'Europe de water-polo masculin 1934 est la quatrième édition du Championnat d'Europe de water-polo masculin, compétition organisée par la Ligue européenne de natation (LEN) et rassemblant les meilleures équipes masculines européennes. Il se déroule à Magdebourg, en Allemagne, du 12 au 19 août 1934.

## Premier tour

### Groupe A

#### Classement
| Rang | Équipe      | Pts | J | G | N | P | Bp | Bc | Diff |
| ---- | ----------- | --- | - | - | - | - | -- | -- | ---- |
| 1    | Hongrie     | 8   | 4 | 4 | 0 | 0 | 22 | 3  | +19  |
| 2    | Belgique    | 4   | 4 | 2 | 0 | 2 | 11 | 10 | +1   |
| 3    | France      | 4   | 4 | 2 | 0 | 2 | 9  | 11 | -2   |
| 4    | Yougoslavie | 2   | 4 | 1 | 0 | 3 | 4  | 10 | -6   |
| 5    | Pays-Bas    | 2   | 4 | 1 | 0 | 3 | 7  | 19 | -12  |

#### Matchs
| 12 août 1934 | Pays-Bas | 3 - 1 | Yougoslavie |            |
|              |          |       |             | Magdebourg |

| 12 août 1934 | Hongrie | 5 - 1 | Belgique |            |
|              |         |       |          | Magdebourg |

| 13 août 1934 | Hongrie | 9 - 1 | Pays-Bas |            |
|              |         |       |          | Magdebourg |

| 13 août 1934 | Yougoslavie | 2 - 1 | France |            |
|              |             |       |        | Magdebourg |

| 14 août 1934 | Hongrie | 3 - 1 | Yougoslavie |            |
|              |         |       |             | Magdebourg |

| 14 août 1934 | France | 4 - 2 | Belgique |            |
|              |        |       |          | Magdebourg |

| 15 août 1934 | Pays-Bas | 1 - 5 | Belgique |            |
|              |          |       |          | Magdebourg |

| 15 août 1934 | Hongrie | 5 - 0 | France |            |
|              |         |       |        | Magdebourg |

| 16 août 1934 | Belgique | 3 - 0 | Yougoslavie |            |
|              |          |       |             | Magdebourg |

| 16 août 1934 | Pays-Bas | 2 - 4 | France |            |
|              |          |       |        | Magdebourg |

### Groupe B

#### Classement
| Rang | Équipe          | Pts | J | G | N | P | Bp | Bc | Diff |
| ---- | --------------- | --- | - | - | - | - | -- | -- | ---- |
| 1    | Allemagne       | 8   | 4 | 4 | 0 | 0 | 21 | 5  | +16  |
| 2    | Suède           | 5   | 4 | 2 | 1 | 1 | 15 | 10 | +5   |
| 3    | Espagne         | 4   | 4 | 2 | 0 | 2 | 7  | 11 | -4   |
| 4    | Tchécoslovaquie | 2   | 4 | 1 | 0 | 3 | 8  | 14 | -6   |
| 5    | Italie          | 1   | 4 | 0 | 1 | 3 | 4  | 15 | -11  |

#### Matchs
| 12 août 1934 | Allemagne | 5 - 0 | Italie |            |
|              |           |       |        | Magdebourg |

| 12 août 1934 | Espagne | 1 - 0 | Tchécoslovaquie |            |
|              |         |       |                 | Magdebourg |

| 13 août 1934 | Italie | 1 - 1 | Suède |            |
|              |        |       |       | Magdebourg |

| 13 août 1934 | Allemagne | 4 - 1 | Tchécoslovaquie |            |
|              |           |       |                 | Magdebourg |

| 14 août 1934 | Suède | 6 - 0 | Tchécoslovaquie |            |
|              |       |       |                 | Magdebourg |

| 14 août 1934 | Allemagne | 6 - 1 | Espagne |            |
|              |           |       |         | Magdebourg |

| 15 août 1934 | Italie | 0 - 2 | Espagne |            |
|              |        |       |         | Magdebourg |

| 15 août 1934 | Allemagne | 6 - 3 | Suède |            |
|              |           |       |       | Magdebourg |

| 16 août 1934 | Tchécoslovaquie | 7 - 3 | Italie |            |
|              |                 |       |        | Magdebourg |

| 16 août 1934 | Espagne | 3 - 5 | Suède |            |
|              |         |       |       | Magdebourg |

## Phase finale
Les résultats obtenus au premier tour contre les équipes qualifiées pour la phase finale pour le titre ou de classement sont conservés.

### Groupe pour le titre

#### Classement
| Rang | Équipe    | Pts | J | G | N | P | Bp | Bc | Diff |
| ---- | --------- | --- | - | - | - | - | -- | -- | ---- |
| 1    | Hongrie   | 6   | 3 | 3 | 0 | 0 | 18 | 3  | +15  |
| 2    | Allemagne | 4   | 3 | 2 | 0 | 1 | 9  | 8  | +1   |
| 3    | Belgique  | 1   | 3 | 0 | 1 | 2 | 5  | 10 | -5   |
| 4    | Suède     | 1   | 3 | 0 | 1 | 2 | 7  | 18 | -11  |

#### Matchs
| 17 août 1934 | Belgique | 3 - 3 | Suède |            |
|              |          |       |       | Magdebourg |

| 17 août 1934 | Allemagne | 1 - 4 | Hongrie |            |
|              |           |       |         | Magdebourg |

| 19 août 1934 | Hongrie | 9 - 1 | Suède |            |
|              |         |       |       | Magdebourg |

| 19 août 1934 | Belgique | 1 - 2 | Allemagne |            |
|              |          |       |           | Magdebourg |

### Groupe de classement

#### Classement
| Rang | Équipe          | Pts | J | G | N | P | Bp | Bc | Diff |
| ---- | --------------- | --- | - | - | - | - | -- | -- | ---- |
| 1    | Yougoslavie     | 5   | 3 | 2 | 1 | 0 | 7  | 5  | +2   |
| 2    | France          | 4   | 3 | 2 | 0 | 1 | 8  | 6  | +2   |
| 3    | Espagne         | 2   | 3 | 1 | 0 | 2 | 4  | 5  | -1   |
| 4    | Tchécoslovaquie | 1   | 3 | 0 | 1 | 2 | 5  | 8  | -3   |

#### Matchs
| 17 août 1934 | Yougoslavie | 2 - 2 | Tchécoslovaquie |            |
|              |             |       |                 | Magdebourg |

| 18 août 1934 | Yougoslavie | 3 - 2 | Espagne |            |
|              |             |       |         | Magdebourg |

| 18 août 1934 | Tchécoslovaquie | 3 - 5 | France |            |
|              |                 |       |        | Magdebourg |

| 19 août 1934 | France | 2 - 1 | Espagne |            |
|              |        |       |         | Magdebourg |

## Statistiques

### Médaillés
| Édition         | Or | Argent    | Bronze   |
| --------------- | --- | --------- | -------- |
| Magdebourg 1934 | Hongrie Mihály Bozsi Jenő Brandi György Bródy Olivér Halassy Márton Homonnai Sándor Ivády Alajos Keserű György Kutasi János Németh Miklós Sárkány József Vértesy Sélectionneur : László Beleznai | Allemagne | Belgique |